# 운동량 연산자
양자역학에서 운동량 연산자(영어: Momentum operator)는 운동량과 관련된 연산자이다. 운동량 연산자는 위치 표현에서 미분 연산자의 한 예이다. 하나의 공간 차원에서 하나의 입자의 경우 정의는 다음과 같다.
{\displaystyle {\hat {p}}=-i\hbar {\frac {\partial }{\partial x}}}
여기서 ħ는 환산 플랑크 상수, i는 허수 단위, x는 공간 좌표이며, 파동 함수도 시간의 함수이므로 전미분(d/dx) 대신 편미분({\displaystyle \partial /\partial x}로 표시)이 사용된다. "모자"는 연산자를 나타낸다. 미분 가능한 파동 함수에 대한 연산자의 "적용"은 다음과 같다.
{\displaystyle {\hat {p}}\psi =-i\hbar {\frac {\partial \psi }{\partial x}}}
운동량 표현으로 표현된 운동량 고유 상태로 구성된 힐베르트 공간의 기저에서 연산자의 작용은 단순히 p를 곱하는 것이며, 즉 그것은 곱셈 연산자이다. 위치 연산자가 위치 표현에서 곱셈 연산자인 것과 같다. 위의 정의는 정준 운동량이며, 이는 게이지 불변이 아니며 전자기장의 전하를 띤 입자에 대한 측정 가능한 물리량이 아니다. 이 경우, 정준 운동량은 운동량과 같지 않다.
1920년대 양자역학이 개발될 당시, 운동량 연산자는 닐스 보어, 아르놀트 조머펠트, 에르빈 슈뢰딩거, 유진 위그너를 포함한 많은 이론 물리학자들에 의해 발견되었다. 그 존재와 형태는 때때로 양자역학의 기초적인 가정 중 하나로 여겨진다.

## 드 브로이 평면파에서 유래
운동량과 에너지 연산자는 다음과 같이 구성될 수 있다.

### 1차원
1차원에서 시작하여 단일 자유 입자에 대한 슈뢰딩거 방정식의 평면파 해를 사용한다.
{\displaystyle \psi (x,t)=e^{{\frac {i}{\hbar }}(px-Et)},}
여기서 p는 x-방향의 운동량으로 해석되고 E는 입자 에너지이다. 공간에 대한 1차 편미분은 다음과 같다.
{\displaystyle {\frac {\partial \psi (x,t)}{\partial x}}={\frac {ip}{\hbar }}e^{{\frac {i}{\hbar }}(px-Et)}={\frac {ip}{\hbar }}\psi .}
이것은 다음 연산자 등가성을 시사한다.
{\displaystyle {\hat {p}}=-i\hbar {\frac {\partial }{\partial x}}}
따라서 입자의 운동량과 입자가 평면파 상태에 있을 때 측정되는 값은 위 연산자의 (일반화된) 고유값이다.
편미분은 선형 연산자이므로 운동량 연산자도 선형이며, 모든 파동 함수는 다른 상태들의 양자 중첩으로 표현될 수 있으므로, 이 운동량 연산자가 전체 중첩된 파동에 작용할 때, 각 평면파 성분에 대한 운동량 고유값을 산출한다. 이 새로운 성분들은 중첩되어 새로운 상태를 형성하며, 일반적으로 이전 파동 함수의 배수가 아니다.

### 3차원
3차원에서의 유도는 동일하지만, 하나의 편미분 대신 델 연산자가 사용된다. 3차원에서 슈뢰딩거 방정식의 평면파 해는 다음과 같다.
{\displaystyle \psi =e^{{\frac {i}{\hbar }}(\mathbf {p} \cdot \mathbf {r} -Et)}}
그리고 기울기는 다음과 같다.
{\displaystyle {\begin{aligned}\nabla \psi &=\mathbf {e} _{x}{\frac {\partial \psi }{\partial x}}+\mathbf {e} _{y}{\frac {\partial \psi }{\partial y}}+\mathbf {e} _{z}{\frac {\partial \psi }{\partial z}}\\&={\frac {i}{\hbar }}\left(p_{x}\mathbf {e} _{x}+p_{y}\mathbf {e} _{y}+p_{z}\mathbf {e} _{z}\right)\psi \\&={\frac {i}{\hbar }}\mathbf {p} \psi \end{aligned}}}
여기서 ex, ey, 및 ez는 세 공간 차원에 대한 단위 벡터이므로,
{\displaystyle \mathbf {\hat {p}} =-i\hbar \nabla }
이 운동량 연산자는 공간 변수에 대해 편미분이 취해졌기 때문에 위치 공간에 있다.

## 정의 (위치 공간)
전하가 없고 스핀이 없는 단일 입자의 경우, 운동량 연산자는 위치 기저에서 다음과 같이 작성될 수 있다.
{\displaystyle \mathbf {\hat {p}} =-i\hbar \nabla }
여기서 ∇는 기울기 연산자, ħ는 환산 플랑크 상수, 그리고 i는 허수 단위이다.
하나의 공간 차원에서 이것은 다음과 같이 된다.
{\displaystyle {\hat {p}}={\hat {p}}_{x}=-i\hbar {\partial  \over \partial x}.}
이것은 정준 운동량의 표현이다. 전자기장 내의 전하 q를 가진 입자의 경우, 게이지 변환 동안 위치 공간 파동 함수는 국소적인 U(1) 군 변환을 겪게 되고, {\textstyle {\hat {p}}\psi =-i\hbar {\frac {\partial \psi }{\partial x}}}는 그 값이 변한다. 따라서 정준 운동량은 게이지 불변이 아니며, 따라서 측정 가능한 물리량이 아니다.
게이지 불변 물리량인 운동량은 정준 운동량, 스칼라 퍼텐셜 φ 및 벡터 퍼텐셜 A로 표현될 수 있다.
{\displaystyle \mathbf {\hat {P}} =-i\hbar \nabla -q\mathbf {A} }
위 표현을 최소 결합이라고 한다. 전기적으로 중성인 입자의 경우, 정준 운동량은 운동량과 같다.

## 속성

### 에르미트성
운동량 연산자는 대칭 (즉, 에르미트)이며, 양자 상태 공간의 조밀한 부분 공간에서 작용하는 비유계 작용소로 설명될 수 있다. 연산자가 (정규화 가능한) 양자 상태에 작용하는 경우, 연산자는 자기 수반이다. 물리학에서 '에르미트'라는 용어는 대칭 연산자와 자기 수반 연산자 둘 다를 의미하는 경우가 많다.
(반무한 구간 [0, ∞)에서의 양자 상태와 같은 특정 인공적인 상황에서는 운동량 연산자를 에르미트화할 방법이 없다. 이는 반무한 구간이 병진 대칭성을 가질 수 없다는 사실과 밀접한 관련이 있다. 더 정확히 말하면, 유니터리 변환 연산자를 가지지 않는다. 아래 아래를 참조.)

### 정준 교환 관계
위치 또는 운동량 기저에서 임의의 상태에 교환자를 적용하면 다음을 쉽게 보일 수 있다.
{\displaystyle \left[{\hat {x}},{\hat {p}}\right]={\hat {x}}{\hat {p}}-{\hat {p}}{\hat {x}}=i\hbar \mathbb {I} ,}
여기서 {\displaystyle \mathbb {I} }는 단위 연산자이다.
하이젠베르크의 불확정성 원리는 단일 가관측량 시스템의 운동량과 위치가 동시에 얼마나 정확하게 알려질 수 있는지에 대한 한계를 정의한다. 양자역학에서 위치와 운동량은 켤레 변수이다.

### 푸리에 변환
다음 논의는 브라-켓 표기법을 사용한다.
{\displaystyle \psi (x)=\langle x|\psi \rangle =\int \!\!dp~\langle x|p\rangle \langle p|\psi \rangle =\int \!\!dp~{e^{ixp/\hbar }{\tilde {\psi }}(p) \over {\sqrt {2\pi \hbar }}},}
따라서 물결표는 좌표 공간에서 운동량 공간으로 변환할 때 푸리에 변환을 나타낸다. 그러면 다음이 성립한다.
{\displaystyle {\hat {p}}=\int \!\!dp~|p\rangle p\langle p|=-i\hbar \int \!\!dx~|x\rangle {\frac {d}{dx}}\langle x|~,}
즉, 좌표 공간에서 작용하는 운동량은 공간 주파수에 해당한다.
{\displaystyle \langle x|{\hat {p}}|\psi \rangle =-i\hbar {\frac {d}{dx}}\psi (x).}
유사한 결과가 운동량 기저에서 위치 연산자에도 적용된다.
{\displaystyle \langle p|{\hat {x}}|\psi \rangle =i\hbar {\frac {d}{dp}}\psi (p),}
이는 추가적인 유용한 관계들을 이끌어낸다.
{\displaystyle \langle p|{\hat {x}}|p'\rangle =i\hbar {\frac {d}{dp}}\delta (p-p'),}
{\displaystyle \langle x|{\hat {p}}|x'\rangle =-i\hbar {\frac {d}{dx}}\delta (x-x'),}
여기서 δ는 디랙 델타 함수를 의미한다.

## 무한소 변환으로부터의 유도
변환 연산자는 T(ε)로 표시되며, 여기서 ε는 변환의 길이를 나타낸다. 다음 항등식을 만족한다.
{\displaystyle T(\varepsilon )|\psi \rangle =\int dxT(\varepsilon )|x\rangle \langle x|\psi \rangle }
이는 다음이 된다.
{\displaystyle \int dx|x+\varepsilon \rangle \langle x|\psi \rangle =\int dx|x\rangle \langle x-\varepsilon |\psi \rangle =\int dx|x\rangle \psi (x-\varepsilon )}
함수 {\displaystyle \psi }가 해석적이라고 가정하면 (미분 가능한 어떤 복소평면 영역에서), x에 대한 테일러 급수로 확장할 수 있다.
{\displaystyle \psi (x-\varepsilon )=\psi (x)-\varepsilon {\frac {d\psi }{dx}}}
따라서 ε의 무한소 값에 대해 다음과 같다.
{\displaystyle T(\varepsilon )=1-\varepsilon {d \over dx}=1-{i \over \hbar }\varepsilon \left(-i\hbar {d \over dx}\right)}
고전역학에서 알려진 바와 같이, 운동량은 변환의 생성자이므로, 변환 연산자와 운동량 연산자 사이의 관계는 다음과 같다.
{\displaystyle T(\varepsilon )=1-{\frac {i}{\hbar }}\varepsilon {\hat {p}}}
따라서
{\displaystyle {\hat {p}}=-i\hbar {\frac {d}{dx}}.}

## 4차원 운동량 연산자
위의 3차원 운동량 연산자와 에너지 연산자를 4차원 운동량 ((+ − − −) 계량 부호수를 가진 1-형식)에 삽입하면:
{\displaystyle P_{\mu }=\left({\frac {E}{c}},-\mathbf {p} \right)}
4차원 운동량 연산자를 얻는다.
{\displaystyle {\hat {P}}_{\mu }=\left({\frac {1}{c}}{\hat {E}},-\mathbf {\hat {p}} \right)=i\hbar \left({\frac {1}{c}}{\frac {\partial }{\partial t}},\nabla \right)=i\hbar \partial _{\mu }}
여기서 ∂μ 는 4-기울기이며, −iħ 는 3차원 운동량 연산자 앞에 +iħ 가 된다. 이 연산자는 디랙 방정식 및 기타 상대론적 파동 방정식과 같은 상대론적 양자장론에서 나타나는데, 에너지와 운동량이 위의 4차원 운동량 벡터로 결합되고, 운동량과 에너지 연산자가 공간 및 시간 미분에 해당하며, 로런츠 공변성을 위해 1차 편미분이어야 하기 때문이다.
4차원 운동량의 디랙 연산자와 디랙 슬래시는 디랙 행렬과 수축하여 주어진다.
{\displaystyle \gamma ^{\mu }{\hat {P}}_{\mu }=i\hbar \gamma ^{\mu }\partial _{\mu }={\hat {P}}=i\hbar \partial \!\!\!/}
만약 부호수가 (− + + +)였다면, 연산자는 다음이 되었을 것이다.
{\displaystyle {\hat {P}}_{\mu }=\left(-{\frac {1}{c}}{\hat {E}},\mathbf {\hat {p}} \right)=-i\hbar \left({\frac {1}{c}}{\frac {\partial }{\partial t}},\nabla \right)=-i\hbar \partial _{\mu }}
대신에.

## 같이 보기
- 전자기장의 수학적 설명
- 양자역학의 변환 연산자
- 상대론적 파동 방정식
- 파울리-루반스키 벡터